# Santa Maria della Mercede e Sant’Adriano a Villa Albani

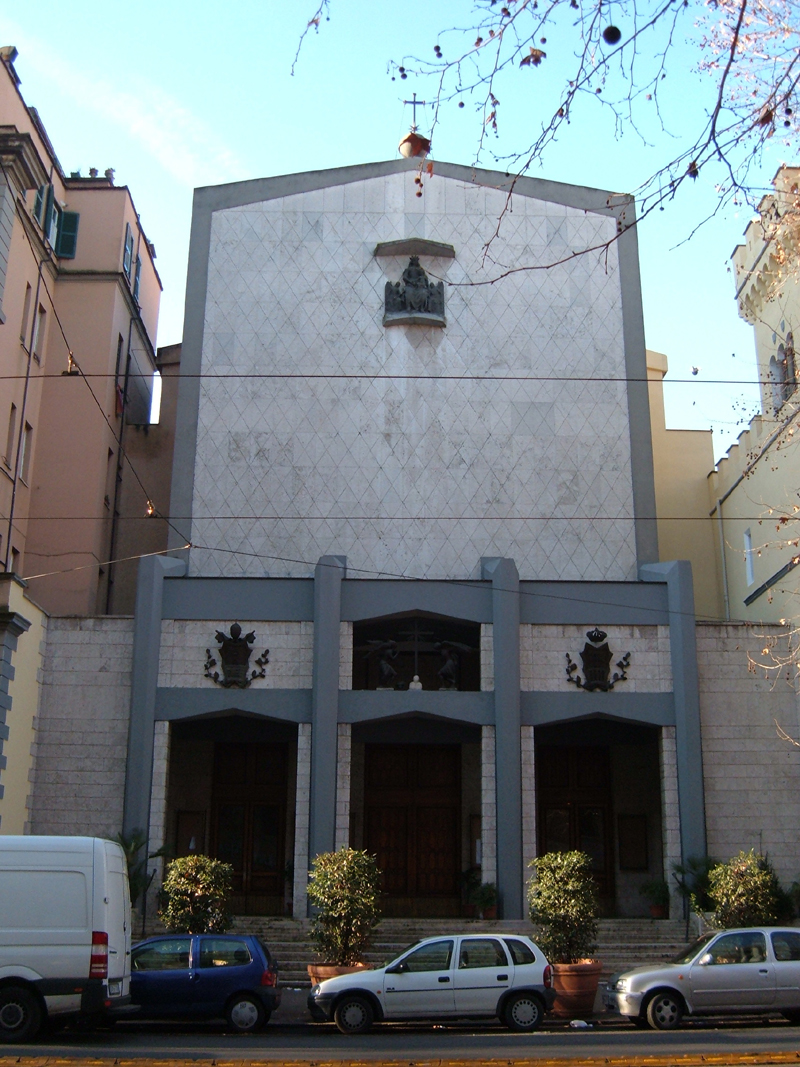

Santa Maria della Mercede e Sant’Adriano a Villa Albani (lateinisch Diaconiam Sanctae Mariae de Mercede et Sancti Adriani ad locum vulgo “Villa Albani”) ist eine römisch-katholische Pfarrkirche im römischen Stadtteil Salario. Sie wurde durch Papst Paul VI. am 7. Juni 1967 zur Titeldiakonie erhoben.

## Titulare
Folgende Personen waren Kardinaldiakone bzw. pro hac vice Kardinalpriester an S. Maria della Mercede e Sant’Adriano a Villa Albani:
- John Joseph Krol, Kardinalpriester pro hac vice (26. Juni 1967 – 3. März 1996)
- Albert Vanhoye SJ (24. März 2006 – 20. Juni 2016; Kardinalpriester pro hac vice 20. Juni 2016 – 29. Juli 2021)
- Fernando Vérgez Alzaga LC (seit 27. August 2022)